# Tendai Ndoro
Tendai Passion Ndoro (Bulavaio, 15 de maio de 1985 – Joanesburgo, 18 de agosto de 2025) foi um futebolista profissional zimbabuano que atuou como atacante.

## Carreira
Tendai Ndoro representou o elenco da Seleção Zimbabuense de Futebol no Campeonato Africano das Nações de 2017.

## Morte
Ndoro morreu em Joanesburgo, África do Sul, em 18 de agosto de 2025, aos 40 anos.